# UTC+14:00

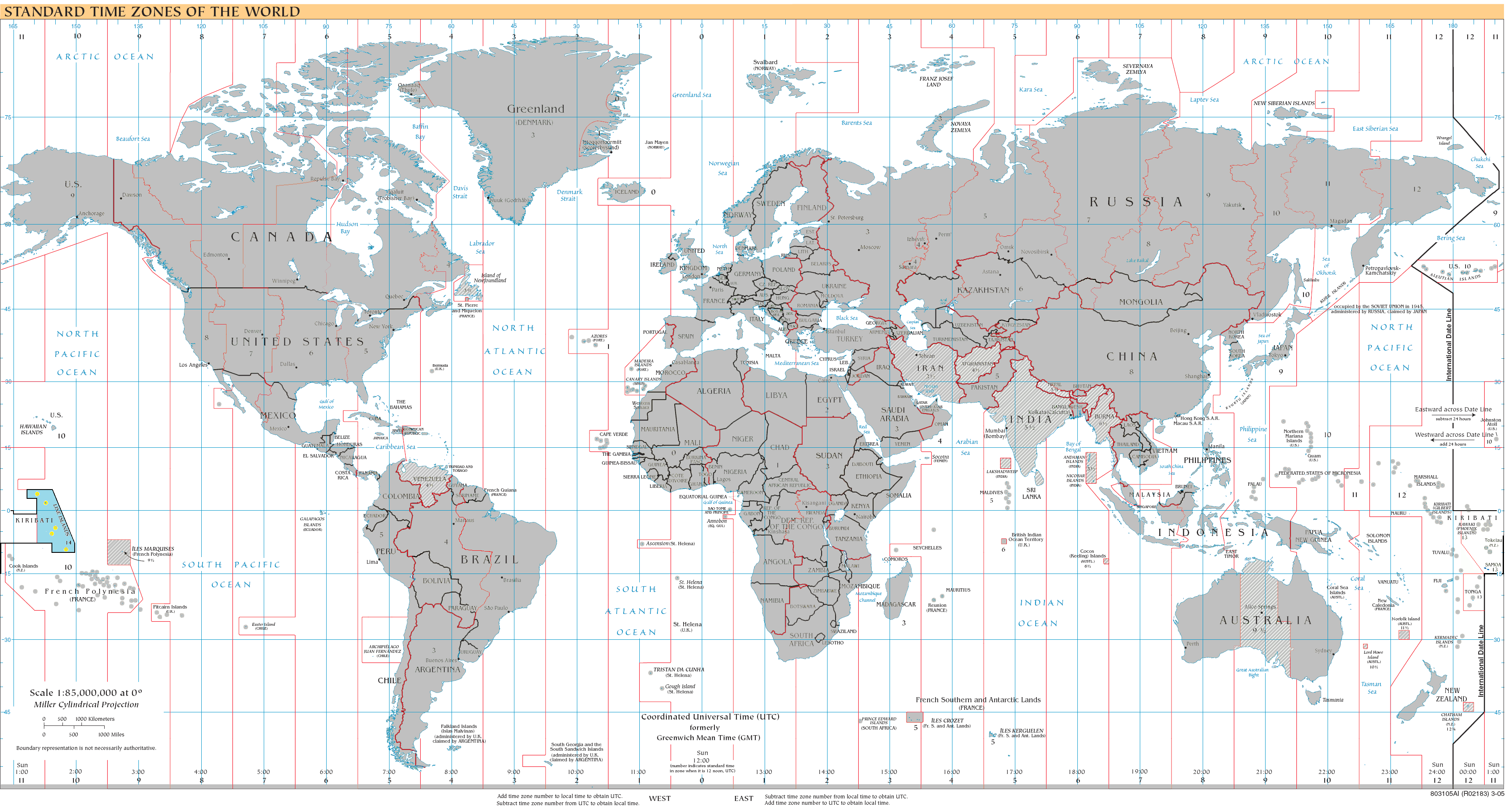
Mapa de husos horarios

UTC+14:00 es el primer huso horario del planeta cuya ubicación geográfica se encuentra en el meridiano 150 oeste el cual a su vez coincide con el huso horario UTC-10:00. Aquellos países que se rigen por este huso horario se encuentran 14 horas por delante del meridiano de Greenwich lo que hace que sean los primeros en recibir el día y por ende el Año Nuevo. La razón de ser de este huso horario data de 1979 cuando, después de adquirir las Islas Fénix y las Islas de la Línea, Kiribati quedó dividido entre dos días distintos dado que estas islas se encontraban del lado oriente de la línea internacional de cambio de fecha mientras que las Islas Gilbert quedaban del lado poniente de la misma, lo que generaba diversos problemas gubernamentales y comerciales, es así que el 30 de diciembre de 1994 el país estableció este huso horario junto al huso UTC+13:00 para homologar en un solo día a todo el país pasando directamente de ese día al 1 de enero de 1995 lo que a su vez derivó en un cambio de la trayectoria de la línea internacional de cambio de fecha para poder rodear a estas nuevos husos horarios.

## Hemisferio norte

### Países que se rigen por UTC+14:00 todo el año
| Abreviatura | Nombre Completo                                   | País                                                            |
| ----------- | ------------------------------------------------- | --------------------------------------------------------------- |
| LINT        | Hora de las Islas de la Línea (Line Islands Time) | Kiribati - Islas de la Línea - Teraina - Tabuaeran - Kiritimati |

## Hemisferio sur

### Países que se rigen por UTC+14:00 todo el año
| Abreviatura | Nombre Completo                                   | País                                                                                                  |
| ----------- | ------------------------------------------------- | --- |
| LINT        | Hora de las Islas de la Línea (Line Islands Time) | Kiribati - Islas de la Línea - Isla Malden - Isla Starbuck - Isla Vostok - Isla Caroline - Isla Flint |